# Michtheimysis
Michtheimysis är ett släkte av kräftdjur som beskrevs av Norman 1902. Michtheimysis ingår i familjen Mysidae.
Släktet innehåller bara arten Mysis mixta.